# Eugenia Parrilla
Eugenia Parrilla är en argentinsk tangodansare, född i provinsen San Luis, Argentina. Som en av de främsta företrädarna för tango nuevo-stilen har hon med sin kroppskontroll och sitt personliga uttryck blivit en av de starkaste kvinnliga förebilderna inom scentangon. Eugenia Parrilla har bland andra dansat med Mariano "Chicho" Frumboli,  Ezequiel Farfaro och Pablo Inza. Sedan 2010 uppträder hon samt undervisar tillsammans med Yanick Wyler.